# Liste der Kulturdenkmäler in Altleiningen
In der Liste der Kulturdenkmäler in Altleiningen sind alle Kulturdenkmäler der rheinland-pfälzischen Ortsgemeinde Altleiningen einschließlich des Ortsteils Höningen aufgeführt. Im Ortsteil Maihof-Drahtzug sind keine Kulturdenkmäler ausgewiesen. Grundlage ist die Denkmalliste des Landes Rheinland-Pfalz (Stand: 19. Dezember 2024).

## Denkmalzonen
| Bezeichnung                                                    | Lage                                                            | Baujahr    | Beschreibung | Bild                           |
| -------------------------------------------------------------- | --------------------------------------------------------------- | ---------- | --- | ------------------------------ |
| Denkmalzone Burg Altleiningen                                  | Altleiningen, Burgstraße Lage                                   | um 1100/20 | um 1100/20 gegründete Spornanlage, nach Zerstörung im Bauernkrieg seit 1532 schlossartiger Wiederaufbau; im Südwesten staufische Buckelquadermauer, wohl Rest des Bergfrieds, 13. Jahrhundert, am dreigeschossigen Nordflügel Mauersubstanz des 16. und 17. Jahrhunderts; landschaftsprägend | weitere Bilder Fotos hochladen |
| Denkmalzone ehemaliges Augustiner-Chorherren-Kloster St. Peter | Höningen, Höninger Hauptstraße, Hintergasse, Klosterstraße Lage | 1120       | 1120 gegründet, mit Resten von Klosterkirche (1255/70 erweitert, 1451/54 wiederhergestellt, 1769 abgebrannt), Konventsgebäuden, äußerem (frühes 13. Jahrhundert) und innerem Klostertor | weitere Bilder Fotos hochladen |

## Einzeldenkmäler
| Bezeichnung                  | Lage                                                        | Baujahr                         | Beschreibung | Bild                           |
| ---------------------------- | ----------------------------------------------------------- | ------------------------------- | --- | ------------------------------ |
| Hofanlage                    | Altleiningen, Hauptstraße 35 Lage                           | frühes 19. Jahrhundert          | Hakenhof, frühes 19. Jahrhundert; eingeschossiges Wohnhaus, teilweise Fachwerk, bezeichnet 1826 | BW                             |
| Protestantische Pfarrkirche  | Altleiningen, Hauptstraße 36 Lage                           | 1716                            | barocker Saalbau, bezeichnet 1716, Erweiterung mit wuchtigem Dachreiter 1923, Architekt Karl Latteyer, Ludwigshafen; mit Ausstattung | weitere Bilder Fotos hochladen |
| Protestantisches Pfarrhaus   | Altleiningen, Hauptstraße 40 Lage                           | 1855                            | spätklassizistischer Walmdachbau, 1855; straßenbildprägend | Fotos hochladen                |
| Kriegerdenkmal               | Altleiningen, Hauptstraße, zwischen Nr. 46 und 48 Lage      | 1903                            | Kriegerdenkmal 1866 und 1870/71; pfeilerartiger Aufbau, Bronzerelief, bekrönender Löwe, bezeichnet 1903 | weitere Bilder Fotos hochladen |
| Inschrifttafel               | Altleiningen, Hauptstraße, zwischen Nr. 46 und 48 Lage      | 1855                            | Inschrifttafel am Zwanzigröhrenbrunnen; Sandsteinplatte, bezeichnet 1855 | weitere Bilder Fotos hochladen |
| Schul- und Gemeindehaus      | Altleiningen, Hauptstraße 50 Lage                           | 1886                            | Schulhaus und ehemaliges Gemeindehaus; repräsentativer Sandsteinquaderbau, bezeichnet 1886 | Fotos hochladen                |
| Mennonitische Kirche         | Altleiningen, Hauptstraße 65 Lage                           | 1811                            | kleiner Winkelbau, 1811, reiches Portal der ersten Hälfte des 18. Jahrhunderts | BW                             |
| Wohn- und Geschäftshäuser    | Altleiningen, Obere Bahnhofstraße 4–7 Lage                  | 1908–11                         | Zeilenbauten nach einheitlichem Entwurf mit variierenden Details, Nr. 4 bezeichnet 1911, Nr. 7 bezeichnet 1908 | BW                             |
| Schlossmühle                 | Altleiningen, Schlossmühle 2 Lage                           | 18. und 19. Jahrhundert         | ehemalige Schlossmühle; stattlicher Dreiseithof, 18. und 19. Jahrhundert; im Kern spätbarocker Krüppelwalmdachbau, rückwärtig bezeichnet 1852; katholische Kirche St. Michael (ehemalige Scheune), Mansarddachbau, 1933, bauzeitliche Glasfenster und Figuren, Spolie bezeichnet 1762 | Fotos hochladen                |
| Glockentürmchen              | Altleiningen, Schulstraße Lage                              | 1902                            | Sandsteinquaderbau, 1902 | BW                             |
| Talschule                    | Altleiningen, Talstraße 31 Lage                             | 1910                            | eingeschossiger Walmdachbau auf Bossenquadersockel, Reformarchitektur, 1910 | BW                             |
| Kilometerstein               | Altleiningen, Talstraße, gegenüber Nr. 39 Lage              | um 1872                         | Kilometerstein Nr. 5, um 1872 | Fotos hochladen                |
| Spolien                      | Altleiningen, nördlich des Ortes (Gartenhof 1) Lage         |                                 | in den Gartenmauern zur Burg gehörige Spolien, unter anderem rundbogiger Sturz, diamantiertes Postament, Friesfragment; am Wohnhaus nachbarockes Portal, bezeichnet 1801 | BW                             |
| Villa Waldheim               | Altleiningen, südwestlich des Ortes (Waldheim 1 und 2) Lage | 1904–06                         | stattlicher zweiteiliger Bau, Neurenaissance- und Landhausstilmotive, 1906, Architekt Gustav Walter, Wiesbaden; zugehörig das Forsthaus von 1904 | BW                             |
| Wohnhaus                     | Höningen, An der Eiche 9 Lage                               | 1900                            | malerisches villenartiges Wohnhaus mit Fachwerkkniestock, 1900, Architekt eventuell Philipp Weber, Frankenthal | Fotos hochladen                |
| Bildstock                    | Höningen, Höninger Hauptstraße, an Nr. 19 Lage              | 14. oder 15. Jahrhundert        | Aufsatz eines Bildstocks, Sandsteinrelief, wohl aus dem 14. oder 15. Jahrhundert | BW                             |
| Protestantische Jakobskirche | Höninger Hauptstraße 24 Lage                                | 12. oder frühes 13. Jahrhundert | Saalbau mit Rechteckchor, 12. oder frühes 13. Jahrhundert; mittelalterliche Ausstattung; an der Außenmauer Grabsteine, 18. Jahrhundert, auf dem umfriedeten Friedhof Grabsteine des 17. bis 19. Jahrhunderts                                                                          | Fotos hochladen                |

## Ehemalige Kulturdenkmäler
| Bezeichnung | Lage                                      | Baujahr | Beschreibung                                         | Bild |
| ----------- | ----------------------------------------- | ------- | ---------------------------------------------------- | ---- |
| Türsturz    | Altleiningen, Hauptstraße, an Nr. 27 Lage | 1788    | Türsturz, bezeichnet 1788; aus Denkmalliste gelöscht | BW   |